# Sant Bonet de Forn
Saint-Bonnet-de-Four és un municipi francès, situat al departament de l'Alier i a la regió d'Alvèrnia-Roine-Alps. L'any 2007 tenia 195 habitants.

## Demografia

### Població
El 2007 la població de fet de Saint-Bonnet-de-Four era de 195 persones. Hi havia 80 famílies de les quals 16 eren unipersonals (8 homes vivint sols i 8 dones vivint soles), 40 parelles sense fills i 24 parelles amb fills.
La població ha evolucionat segons el següent gràfic:
Habitants censats

### Habitatges
El 2007 hi havia 148 habitatges, 90 eren l'habitatge principal de la família, 30 eren segones residències i 28 estaven desocupats. 147 eren cases i 1 era un apartament. Dels 90 habitatges principals, 76 estaven ocupats pels seus propietaris i 14 estaven llogats i ocupats pels llogaters; 7 tenien dues cambres, 17 en tenien tres, 24 en tenien quatre i 42 en tenien cinc o més. 66 habitatges disposaven pel capbaix d'una plaça de pàrquing. A 41 habitatges hi havia un automòbil i a 41 n'hi havia dos o més.

### Piràmide de població
La piràmide de població per edats i sexe el 2009 era:
| Homes | Edats   | Dones |
| ----- | ------- | ----- |
| 0     | 95 o +  | 0     |
| 0     | 90 a 94 | 0     |
| 8     | 85 a 89 | 0     |
| 0     | 80 a 84 | 0     |
| 0     | 75 a 79 | 4     |
| 4     | 70 a 74 | 8     |
| 4     | 65 a 69 | 4     |
| 4     | 60 a 64 | 16    |
| 12    | 55 a 59 | 8     |
| 4     | 50 a 54 | 8     |
| 4     | 45 a 49 | 4     |
| 8     | 40 a 44 | 4     |
| 12    | 35 a 39 | 8     |
| 12    | 30 a 34 | 8     |
| 0     | 25 a 29 | 8     |
| 4     | 20 a 24 | 0     |
| 8     | 15 a 19 | 20    |
| 12    | 10 a 14 | 4     |
| 0     | 5 a 9   | 8     |
| 0     | 0 a 4   | 4     |

## Economia
El 2007 la població en edat de treballar era de 132 persones, 86 eren actives i 46 eren inactives. De les 86 persones actives 69 estaven ocupades (36 homes i 33 dones) i 17 estaven aturades (8 homes i 9 dones). De les 46 persones inactives 29 estaven jubilades, 5 estaven estudiant i 12 estaven classificades com a «altres inactius».

### Ingressos
El 2009 a Saint-Bonnet-de-Four hi havia 99 unitats fiscals que integraven 223 persones, la mediana anual d'ingressos fiscals per persona era de 14.303 €.

### Activitats econòmiques
Dels 12 establiments que hi havia el 2007, 1 era d'una empresa de fabricació d'altres productes industrials, 3 d'empreses de comerç i reparació d'automòbils, 1 d'una empresa de transport, 1 d'una empresa d'hostatgeria i restauració, 1 d'una empresa d'informació i comunicació i 5 d'empreses de serveis.
L'any 2000 a Saint-Bonnet-de-Four hi havia 19 explotacions agrícoles.

## Poblacions més properes
El següent diagrama mostra les poblacions més properes.